# 조영훈 (축구 선수)
조영훈 (1989년 4월 13일 ~ )는 대한민국의 축구 선수이며 포지션은 수비수이다.

## 축구인 경력

### 선수 경력
2012 K리그 드래프트에서 전체 1순위로 대구 FC에 지명되어 대구에 입단하였다. 3월 31일 전북과의 경기에 출전하며 리그 데뷔전을 치렀다.